# Головин, Сергей Васильевич
Сергей Васильевич Головин (род. 20 сентября 1972) — российский самбист, победитель чемпионата мира 1981 года в Монреале, мастер спорта СССР международного класса.

## Карьера
Увлёкся самбо в 1984 году. Наставниками Головина были Владимир Миронов, Валентин Хабиров и Олег Комаров. Излюбленными приёмами были боковая подсечка и подсечка изнутри. Выпускник Московской государственной академии физической культуры. Учитель физической культуры в московской школе № 1002. Работает тренером по самбо в городе Апрелевке (Московская область).